# Trest smrti v Kambodži
Trest smrti v Kambodži byl zrušen roku 1989 a je zakázán ústavou. Článek 32 Ústavy Kambodžského království z roku 1993 říká, že všichni lidé mají právo na život, svobodu a osobní bezpečnost a že zde nebude existovat trest smrti. Kambodža a Filipíny jsou jediné dvě země ASEAN, které zrušily trest smrti.
V roce 1995 první premiér princ Norodom Ranariddh vyzval k zavedení trestu smrti s tím, že by vrahové a obchodníci s drogami měli být popravováni státem. V roce 2019 premiér Hun Sen prohlásil, že zvažuje zavedení trestu smrti pro lidi, kteří znásilňují děti, ale uvedl, že by k tomu mělo dojít až po celostátním referendu. O několik dní později Hun Sen svůj názor na trest smrti zcela změnil.